# 1. SC BW Wulfen
Der 1. SC BW Wulfen (offiziell: 1. Sportclub Blau-Weiß Wulfen 1920 e. V., auch Blau-Weiß Wulfen genannt) ist ein Fußballverein aus dem Dorstener Stadtteil Wulfen im Kreis Recklinghausen. Die erste Mannschaft nahm einmal am DFB-Pokal teil.

## Geschichte
Der Verein wurde im Jahre 1920 als Concordia Wulfen gegründet. Die Vereinsfarben waren schwarz und rot. Sieben Jahre später änderte der Verein den Namen in Blau-Weiß Wulfen und passte die Vereinsfarben entsprechend an. Vorbild hierfür war der FC Schalke 04. Die Wulfener spielten zunächst in den Ligen der katholischen Deutschen Jugendkraft und wechselten erst 1933 zum DFB. Nach Ende des Zweiten Weltkrieges wurde der Verein am 24. November 1945 neu gegründet. Auf Anordnung der britischen Militärregierung musste sich der Verein auflösen und gründete sich am 2. Oktober 1946 neu. Die Gymnastik- und Basketballabteilungen spalteten sich im Jahre 1980 als GSC Wulfen bzw. BSV Wulfen ab.

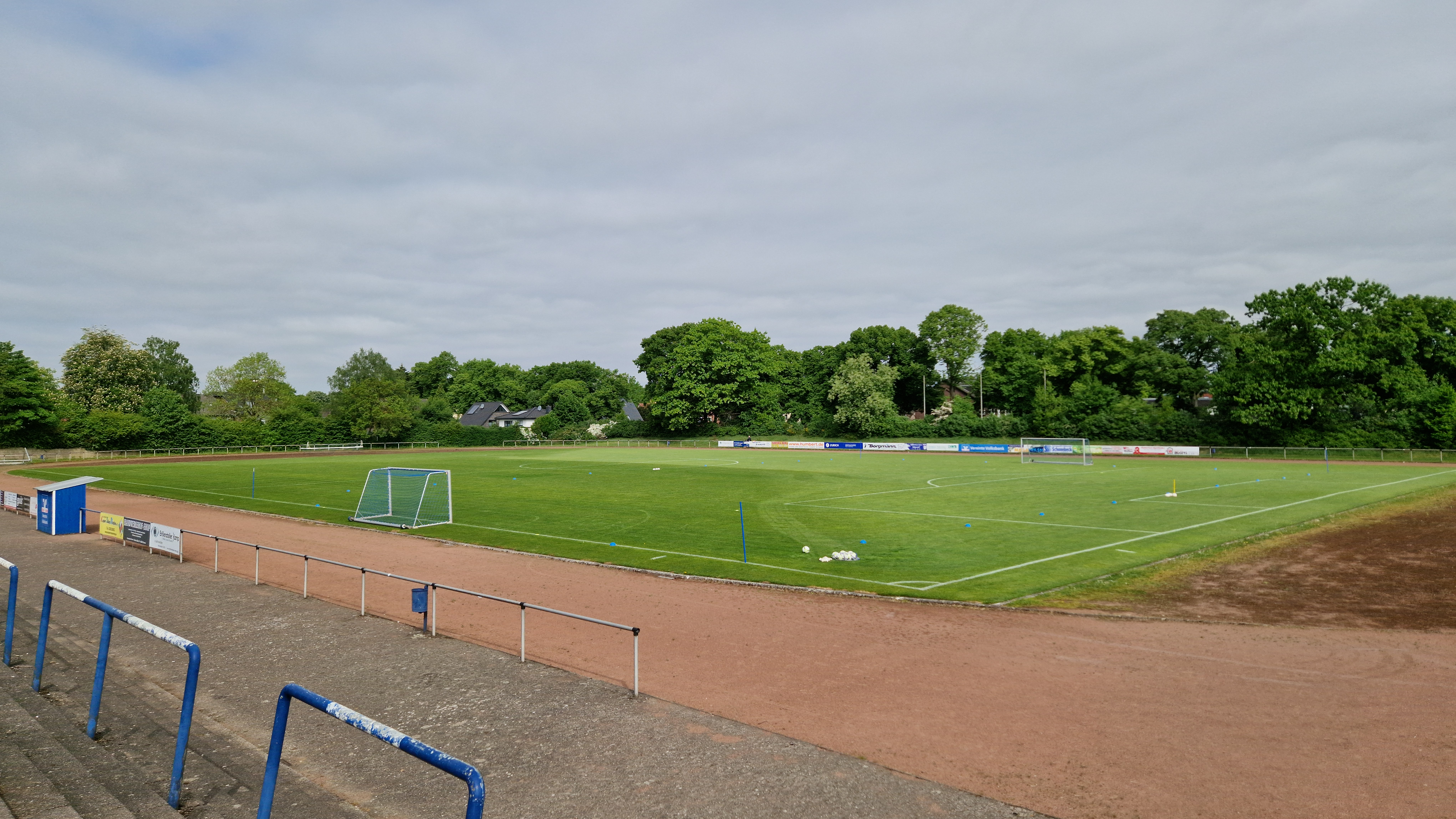
Stadion Wittenbrink, Heimspielstätte des 1. SC BW Wulfen, 2025

Nach mehreren Jahren auf Kreisebene gelang im Jahre 1957 der Aufstieg in die Bezirksklasse. Dem Abstieg im Jahre 1959 gelang der direkte Wiederaufstieg ein Jahr später. Im Jahre 1972 gelang der Aufstieg in die seinerzeit viertklassige Landesliga. Am letzten Spieltag schlugen die Wulfener den vor dem Spiel punktgleichen TuS Haltern. Zwei Jahre später wurde die neue Sportanlage Wittenbrink mit einem Freundschaftsspiel gegen den FC Schalke 04 eingeweiht. In den Jahren 1976 und 1977 wurden die blau-weißen Tabellendritter hinter Eintracht Recklinghausen und den ASC Schöppingen bzw. dem ASC Schöppingen und dem VfB Waltrop. 1977 qualifizierten sich die Wulfener für den DFB-Pokal und verloren in der ersten Runde bei Eintracht Trier mit 0:3.
Ein Jahr später verpasste die Mannschaft als Tabellenfünfter den Aufstieg in die Verbandsliga nur knapp. Platz drei hätte gereicht während man als Vierter eine Relegation hätte spielen müssen. Im Jahre 1990 sicherte sich die Mannschaft den Klassenerhalt in der Landesliga erst nach einem 1:0-Entscheidungsspielsieg über den TSV Marl-Hüls. Nach einem zwischenzeitlichen Abstieg spielten die blau-weißen bis 2003 und von 2008 bis 2010 in der Bezirksliga. Von 2010 bis 2017 spielte Wulfen in der Kreisliga A, 2017 gewann man das Entscheidungsspiel gegen den SC Reken vor 2.500 Zuschauern im heimischen Wittenbrink mit 2:0 und stieg in die Bezirksliga auf.

## Persönlichkeiten
- Horst Gecks
- Hugo Lütkebohmert